# Provincia de Sucre
La provincia de Sucre es una de las once que conforman el departamento de Ayacucho en el sur del Perú. Limita por el norte con la provincia de Vilcashuamán, por el este con el departamento de Apurímac, por el sur con la provincia de Lucanas y por el oeste con la provincia de Víctor Fajardo.

## Historia

### Guerra mítico chanca-inca
En el Hatun Soras, se estableció un Akllay Wasi, o Casa de las Escogidas, con quinientas doncellas dedicadas al sol y tenían otra casa con otras quinientas mujeres doncellas, dedicadas al servicio de los incas. Las akllas, eran instruidas en diferentes actividades. Los tejidos para la aristocracia eran muy finos denominados Kumbi.  Las akllas se habían especializado, para los tejidos, desde lavanderas de pelambre,  hilanderas, tintoreras, hasta las tejedoras de variados diseños de telas, en la awana o telar. La materia prima que utilizaban eran la fibra de camélidos: vicuña, alpaca, también llama y guanaco, igualmente utilizaban el algodón. El ganado de camélidos existía en abundancia en toda el área del Apu Qarwarasu. El algodón probablemente llegaba de la costa, pero en los valles del Pampas y Chicha se tiene estos productos. 
El Estado inca desarrolló una sorprendente red de caminos, el Qapaq Ñam o Inka Ñam. Era un complejo sistema de transporte y comunicación que en el momento de la invasión y conquista asombró a los españoles. Además, en Europa del siglo XVI, no había nada semejante, ni siquiera los caminos romanos son comparables. El Qapaq Ñam o Inka Ñam, en el Tawantinsuyo eran trasversales y horizontales, todas se dirigían al Cusco, el ombligo del mundo. Uno de los caminos o Qapaq Ñam transversal partía de Nazca a Tarahuasi. Este camino se encuentra delimitado por muros laterales, tiene empedrados y escaleras. El otro cruzaba un puente incaico a orillas del río Chicha, en la localidad de Caldera con rumbo a Andahuaylas. De estos dos lugares se dirigían al Cusco. Igualmente existen los restos del gran camino inca desde Aucará prosigue hasta Pampa de Quilcata Lucanas, Huac Huas, etc.   

### Invasión, conquista y colonia
Consolidado la invasión y conquista desde 1532, tomaron a las tierras andinas, como botín de guerra y empezaron a repartirse. La encomienda fue la primera forma de sistemática explotación, implantada por los españoles. Esta institución fue impuesta en 1534, y perduró oficialmente hasta las décadas aurorales del siglo XVIII. Waldemar Espinosa S. (1980:134) escribe: 
“Consistió en la adjudicación de centenares y a veces hasta miles de hombres que debían pagar tributo y prestar servicios personales a un determinado español que recibía el nombre de encomendero. El encomendero, en correspondencia, debía, a su vez, velar por el buen tratamiento y adoctrinamiento católico de sus encomendados”. 
También a las encomiendas lo llamaban repartimientos, cuyos habitantes estaban en la obligación de prestar servicios personales y pagar tributos. Este tipo de explotación significó la disminución de la población y el despoblamiento de las comunidades.
Durante la colonia el Hatun Soras se convirtió en una rica encomienda, de don Melchor Palomino, compañero de Francisco Pizarro, en el asalto de Cajamarca, el 16 de noviembre de 1532, en esta acción varios curacas de Lucanas y Soras se encontraban en compañía del Inca. 
La región de los Soras fue un territorio asimilado al Imperio del Tawantinsuyo por el inca Pachacútec. El Libro de Cabildo de San Juan de la Frontera de Huamanga, señala que entre 1539 y 1547, se produce el reparto o la distribución de tierras, solares y de indios. Primero viene el acaparamiento de tierras urbanas, luego con los campos próximos para continuar con los más lejanos. En la ciudad de Huamanga, el Cabildo celebrado el 23 de enero de 1546 ordenó repartir todas las tierras situadas alrededor de la ciudad. 

### Taki Onqoy o Ayra
Con la invasión, conquista y el establecimiento de la colonia con el derrumbamiento político del Tawantisuyo, los españoles, intentaron desaparecer, las concepciones religiosas nativas, porque se consideraban que eran defensores de la concepción cristiano católico. Lo realizaron a través de la evangelización, a cargo de diferentes congregaciones religiosas, que iban llegando de la península. La evangelización se convirtió en una persecución permanente, drástica, despiadada, sangrienta y destrucción de todo lo referente a ia religión nativa. En los pueblos de los Andes al igual que en los pueblos de México, el aspecto religioso o las concepciones nativistas, fue el área más golpeada, a través de una serie de procedimientos como la extirpación de idolatrías , institucionalización de la Santa Inquisición y otros procedimientos brutales.
Pese a estas imposiciones en el Hatun Soras, explosionó el movimiento social nativista religioso el Taki Onqoy o Ayra, que quiere decir “Canto de la enfermedad”. Se desarrolló, entre 1560-1570, corresponde a las primeras décadas que siguieron a la conquista. Estructuró cierta identidad regional, por la predica nativista y haber participado la mayoría de las poblaciones, del sur de la región de Ayacucho. Fue dirigida por el Juan Chogne, con dos conocidas seguidoras de nombres de santas católicas: Santa María y María Magdalena y sus seguidores eran los runas de las comunidades o ayllus, inicialmente del Hatun Soras. 

### Felipe Guamán Poma de Ayala
Por otra parte, los espacios del Apu Qarwarasu, corresponden a los dominios de don Felipe Guamán Poma de Ayala, natural de Sondondo-Cabana Sur (Lucanas), principal representante de la ideología rebelde y crítica de la Colonia. Autor de la crónica El Primer Nueva Coránica y Buen Gobierno (1615), como una carta dirigida al Rey de España Felipe III (1591-1615). Sus dibujos denuncian la pésima situación, usos y costumbres, medicina, geografía, etnohistoria de los antiguos habitantes del Perú. Igualmente se refiere a los Rucanas, Soras, Andamarcas, etc. Esta carta se perdió en el camino pero fue encontrada 300 años más tarde, en 1908 en la Biblioteca Real de Copenhague-Dinamarca. El antiguo manuscrito, lo elaboró, recorriendo todo el escabroso territorio nacional, en casi treinta años. Tiene 1.180 páginas, de los cuales más de 400 son dibujos, por eso se le considera, al amauta, como el primer reportero gráfico de la Historia del Perú. Esta iconografía se ha reproducido en la actualidad, en la mayoría de las publicaciones etnohistóricas. Utiliza mezcla el español y el quechua. La mayoría de los usos y costumbre que describe, en la actualidad siguen vigentes, como si lo hubiera escrito ayer, siguen siendo practicados por las comunidades campesinas de las provincias de Sucre y Lucanas, que moran en el ámbito geográfico del Apu Qarwarasu.

### Independencia
Después de la victoria de Junín, 9 de agosto de 1824, el Ejército unido libertador, se desplazó por el valle del Mantaro, en persecución de Canterac. De Huancayo se desplazaron a Huamanga. De esta prosiguieron en persecución del Ejército realista, hasta el río Apurímac. 
No olvidemos que estos pueblos, que se extendían a lo largo de la ruta, de las actuales provincias de Huamanga, Cangallo, Huancapi, Vilcashuamán, Mariscal Sucre, Lucanas, Chalhuanca, eran guerreros desde tiempos ancestrales , además como pueblos andinos estaban acostumbrados a practicar la solidaridad y la reciprocidad, heredados de sus antepasados. Los caminos de estos ancestrales pueblos, de difícil geografía, se convirtieron en los senderos de la libertad, por estas se desplazaron las diferentes divisiones del Ejército unido libertador, en persecución y busca del realista. 
Los habitantes de estos pueblos, entregaron a la causa de la libertad, ganado vacuno, lanar, papas, trigo, maíz, quesos, leña, forraje y todo cuanto tenían que entregar para la mantención de los miles de soldados, caballería, animales de carga de los equipos del ejército. Igualmente contribuyeron con reclutas, caballos, etc. En muchos casos, los alimentos eran trasladados, desde pueblos lejanos, para cumplir con su deber para con el Ejército libertador. A la par, el ejército patriota, era agasajado, en cada pueblo con sus canciones en quechua, al son de sus quenas, bombos y tinyas. La Colección Documental de la Independencia del Perú (1975:47,48) registra varios documentos importantes para los pueblos del sendero de la libertad. El n.º 2,610, fechado el 29 de agosto de 1824, dirigido al coronel Francisco Paula Otero, dispone que «dos compañías del cuerpo de su mando, se desplacen con rumbo a Chalhuanca. Igualmente ordena que en cada uno de los pueblos y lugares indicados de dicho Itinerario haga Vuestra Señoría afrontar doce mil raciones de tropas, y de dos a tres mil para caballería…; en los pueblos de tránsito». Un anexo al mismo documento señala la ruta o el itinerario de las jornadas a seguir. Parte de: Huamanga, Chupas, Manzanayoc, Cangallo, Colca, Obraje de Chincheros, Hualla, Canaria, Querobamba , Paico, Soras, Larcay, Pampachiri, Colcabamba, Taraya, Chuquinga, Chalhuanca. Los pueblos del itinerario señalado, se desplazaron por los espacios geográficos de las actuales provincias de Huamanga, Cangallo, Víctor Fajardo, Mariscal Sucre, Andahuaylas y Chalhuanca, en la Región de Ayacucho y Apurímac.
Por comunicación del 8 de septiembre de 1824, documento 2,618, (1975:55), el general alto peruano Andrés de Santa Cruz señala la ruta 3.ª, es decir, el de Huamanga, Cangallo, Querobamba, Soras o Larcay, Pampachiri, Chalhuanca; va a ser el itinerario por donde va transitar más el Ejército libertador. La indicada ruta debe tener víveres, aproximadamente para cerca de ocho mil soldados. Un gran compromiso para los pueblos de la provincia de Mariscal Sucre, para responder por estas demandas, de compromiso con la independencia. Por estrategia las divisiones se movilizaban distanciadas a un día a otro.  También es de notar que en toda la ruta, los pueblos, habían organizado los servicios de vituallas de alimentación y atención a los soldados y a la caballería, en esta gran campaña por la independencia.
Otro documento el 2624 (1975:60), enviado el 25 de septiembre de 1824, desde el Cuartel General de Huamanga, por el general Andrés Santa Cruz, al coronel don Francisco Paula Otero, que se encontraba por los pueblos del Hatun Soras, Querobamaba, comunicándole la marcha de varias divisiones patriotas. Refiere que marchó, un día antes, del envío de este documento, una columna de quinientos caballos y el día de la comunicación lo hizo la 3.ª división y al siguiente día seguirá la 2.ª división que pasa por el itinerario n.º 3 que franquea por Cangallo a Querobamba. Igualmente le comunica que el Libertador, marchará por el camino de Cangallo. El día 17 transitara el resto del Ejército por el itinerario n.º 2 que pasa por Vilcashuamán a Larcay, a la vez advierte que no debe faltar nada, ya que se han preparado con tiempo. Esta sumamente claro que el núcleo de control y desplazamiento del Ejército libertador era Huamanga, desde donde se desplazaron, las divisiones del Ejército patriota, por diferentes pueblos de los senderos de la libertad, del espacio geográfico de las provincias de Huamanga, Cangallo, Vilcashuamán y Mariscal Sucre, con rumbo a Pampachiri, Chalhuanca y Abancay (Apurímac).
Francisco Xavier Salazar comunica a su mando, el coronel Francisco de Paula Otero, desde Huacaña, el 10 de octubre de 1824, que los pueblos de Querobamba, Chuschama, Tintay, Morcolla, Coñani, Chalcos, Poma , Paico y otros, estaban plenamente y voluntariamente identificados con la causa justa de la lucha por la Independencia. 
Lo vemos en el documento 2652, enviado por el general José Antonio de Sucre, desde Mamara, el 25 de octubre de 1824, dando cuenta de la remisión de mulas desde Puquio. En el mismo ordena al teniente coronel Justo Astete, que la provincia de Lucanas envíe mil reses para Andahuaylas, para la mantención del ejército. Igualmente debe solicitar a Parinacochas, donde las gentes son muy patriotas y existen guerrillas a cargo del capitán Castañeda. Debe tomar Chuquibamba, en Arequipa, donde existen muchas mulas y deben reunir unos quinientos para el Ejército libertador. Por otra parte deben incrementar sus huestes guerrilleras
Bolívar rumbo al Apurímac.

### Contramarcha del Ejército unido libertador
El virrey decidió cruzar el río Apurímac en busca del Ejército libertador. El Ejército unido libertador, en época de lluvias, de la región andina, realizó una contramarcha y se desplazaron desde los pueblos de la vertiente occidental del río Apurímac, hacia Andahuaylas. Después de haber pasado por los pueblos de Cotabambas, Lambrama, Pichirhua, el 11 de noviembre, se encontraba, en Challhuani, el 12 en Quisuara, el 13 en Chalcohuisa y del 14 al 17 se estableció en Andahuaylas. Entre tanto, las divisiones del Ejército realista, se desplazaban del Cusco con rumbo a Huamanga.  El 9 de noviembre, pasaron por Larcay, el 10 acampo en Qalluri, el 11 en Chilcayoc, el 12 pasaron por Chalcos (la tradición oral cuenta que el ejército colonial habría acampado en Pampalla y Campanayoq, en las alturas de Chalcos) rumbo a Carhuanca y el 13 acamparon en Vilcashuamán. Hacían frente a una serie de adversidades, como deserción de soldados, falta de colaboración de los pueblos, etc. 
Precisamente, en el pueblo de Chalcos, en un vetusto misal, de la Iglesia de este pueblo, cuya edición se remonta a 1765, en la contratapa de este histórico libro, existe un significativo manuscrito redactado y firmado por el coronel español Alejandro Billalobos. El escrito refiere que un regimiento español, Cantabria, parte del Ejército real, hizo un alto en esta localidad, en la margen derecha de la cuenca del río Pampas e izquierda del río Soras o Chicha. 
República- 
Por el decreto del 21 de junio de 1825, crea la provincia de Lucanas, cuya capital inicial fue San Juan de Lucanas, para posteriormente, a partir del 30 de enero de 1875, el gobierno del doctor Manuel Pardo dispone que sea la Villa de Puquio. Es de notar que la provincia de Lucanas, como en las épocas ancestrales, se extendía hasta lo que hoy es el distrito de Carhuanca. Pablo Macera (2000.VIII:209,210) escribe que Carhuanca, en el año de 1881, por su posición geográfica y disposición de la ley, pasa a formar parte de la provincia de Cangallo; hoy es parte de Vilcashuamán.

## División administrativa
La provincia tiene una extensión de 1 785,64 km² y se encuentra dividida en 11 distritos:
- Querobamba
- Belén
- Chalcos
- Chilcayoc
- Huacaña
- Morcolla
- Paico
- San Pedro de Larcay
- San Salvador de Quije
- Santiago de Paucaray
- Soras

## Población
La provincia tiene una población aproximada de 12 952 habitantes.

## Capital
La capital de la provincia es la ciudad de Querobamba.

## Autoridades

### Regionales
- Consejero regional
  - 2019-2022:[1] Ysabel de la Cruz Jorge (Musuq Ñan)

### Municipales
- 2019-2022[1]
  - Alcalde: Edrich Vega Guerrera, de Musuq Ñan.
  - Regidores:

  1. Raúl Aróstegui Camargo (Musuq Ñan)
  2. Teófilo Julián Pillihuamán Barrientos (Musuq Ñan)
  3. Sebeliano Castro Peceros (Musuq Ñan)
  4. Karina Yaneth Quintana Román (Musuq Ñan)
  5. Toribio Tomaylla Cuenca (Alianza para el Progreso)

### Alcaldes anteriores
- 1996-1998: Aparicio Dionisio Quintana Zevallos (Partido L. I. n.º 9 Tecnología y Desarrollo Sucre)
- 1999-2002: Saturnino Demetrio Espinoza Caballero (Movimiento Independiente Vamos Vecino)
- 2003-2006: Juan Fabio de la Cruz Huamani (Perú Posible)
- 2007-2010: Ángel Rudesindo Jorge Quispe (Movimiento Indipendiente Innovación Regional)
- 2011-2014: Juan Fabio de la Cruz Huamani (Movimiento Regional Todos con Ayacucho)
- 2015-2018: Jorge de la Cruz Cabana ( Alianza para el Progreso)

## Festividades
- San Antonio de Padua
- Santo Domingo de Guzmán
- Inmaculada Concepción

Presentamos un esquema del calendario folclórico de todas las poblaciones, que conforman los pueblos y distritos de la provincia de Mariscal Sucre. Estas fiestas y actividades expresan el pensamiento y sentimiento de los hombres de este ámbito territorial que naturalmente tienen raíces ancestrales que, pese al mestizaje o sincresis irreversible que han sufrido en el transcurrir del tiempo, en la mayoría de los casos se sigue practicando. La fiesta más importante de cada comunidad o aillu, es la fiesta patronal, en honor de un determinado santo de la Iglesia Católica.  Dentro de la apariencia religiosa católica, mayormente son festividades que se realizan en relación con el ciclo agrícola, ganadero. La apariencia católica no le quita, lo esencial que están relacionados con las fiestas ancestrales.
Tomamos la denominación de los meses realizados por don Feliphe Guamán Poma de Ayala quien reporta de manera magistral la división del año, con sus características o particularidades que corresponde a las actividades agrarias, ganaderas, religiosas de cada mes del año y son los siguientes:
1.	Enero (Kamay killa)
Se realizan las festividades y actividades siguientes:
Fiesta del Dulce nombre de Jesús en Chalcos.
La Mamacha Virgen Concepción y Taytacha San Miguel, en Chalcos.
Adoración del Niño Jesús y a los Tres Reyes de Oriente, en Soras, con participación de los negritos.
Actividades agrícolas del aporque o hallmay
2.	Febrero (Hatun Puqoy Killa)
Los Compadres
Las Comadres
Los Carnavales
Se prosigue con las actividades agrícolas del aporque o qallmay.
3.	Marzo (Pacha Puquy Killa)

La Pascua de Resurrección; se realiza con ligeras variantes particularmente en Belén, Chalcos pero en Chilcayoc, es bastante ceremoniosa y pomposa.
En esta época se realiza la preparación de las tierras de cultivo o chaqmeo, para dedicarlos a la agricultura del siguiente año. Se prosigue con actividades agrícolas del re-aporque o kutipay el deshierbe o qoray.
4.	Abril (Inka Raymi Samay Killa)
En este mes no existen festividades, sin embargo, en el ciclo agrícola significa mes de descanso, porque es el mes de la maduración del maíz (Sara Puquy Killa), papas, frutas, etc. Es el mes de florecimiento del prado (sisay killa), las chacras de maíz, trigo y cebada requieren del cuidado, del ataque de los huritos (loros); las de papa y otros tubérculos de los añas o zorrinos.
5.	Mayo (Aymoray Killa)
En Chalcos, Belén, Chilcayoc no se celebra ninguna fiesta, al igual que en los otros pueblos de la provincia de Mariscal Sucre.
Sólo en la capital de la provincial Querobamba, se realiza la famosa Fiesta de las Cruces.
En este mes, cumpliendo el ciclo agrícola, empieza la actividad de la cosecha de tubérculos, en todos los pueblos conformantes de la provincia de Mariscal Sucre.
6.	Junio (Hawkay kuski Killa)
En la época del Tawantinsuyo en este mes se realizaba la Fiesta del Sol o Inti Raymi, que era una gran fiesta de solemnidad que se realizaba en el Cusco, de manera anual. 
Se celebran las siguientes fiestas religiosas, todas relacionadas con el agradecimiento por la cosecha, aunque las deidades tengan nombres cristianos.
24 de junio, fiesta Patronal de Taytacha San Juan Bautista de Chalcos y del Qapaq Qollana .
24 de junio se celebra la fiesta de Taytacha de San Juan Bautista en el distrito de Paico. En Soras también se realiza la fiesta de Taytacha San Juan, sin la pomposidad de los otros pueblos.
28 de junio se celebra la fiesta Patronal de Taytacha San Pedro en el pueblo de Chilcayoc.
Fiesta del Chunoruay, o procesamiento del chuno, desarrollada por los barrios de Querobamba en los pisos altos de un afluente del río Cacta.
Se realiza un arduo trabajo de la cosecha de maíz, trigo, etc. Paralelamente a la cosecha de los tubérculos, de la papa, se realiza la watia. Es parte, de las actividades de la cosecha de la papamama, que normalmente se realiza en el mes de junio, en el mes de la fiesta del Sol hoy San Juan. En cada unidad de producción, las familias procesan sus ricas watias. Realizan un horno de terrones y cantos, los calientan, con mucha leña, hasta que estén bien candentes. Los derrumban y sobre esa cama, de piedras calientes, le ponen papas, ocas, habas verdes, choclos y lo rematan con cuyes y gallinas, lo cubren, con parte de los cantos calientes y los cubren con paja o icho. Una vez protegido lo cubren con tierra. Esperar un buen tiempo y sale la watia, que es un plato andino exquisito.  
7.	Julio (Chakra qunakuy Killa)
Se realizan las festividades y actividades siguientes:
Fiesta de Taytacha San Felipe Santiago, en Chalcos
Fiesta de la Mamacha Virgen Perpetuo Socorro en Querobamba.
15 de julio se celebra la fiesta de la Mamacha Virgen del Carmen en el barrio de Ayalca, Chalcos.
El 16 de julio se celebra la fiesta religiosa en homenaje a la Virgen del Carmen,  Huacaña.
El 28 y 29 de julio se rinde homenaje a los santos patrones San Pedro y San Pablo de Huacaña. Igualmente, entre el 26 y 31 de julio, se rinde homenaje a San Isidro Labrador.
A fines del mes de julio se celebra la fiesta del agua. En Morcolla se celebra al santo patrón San Yarcca, que es el regadío. En esta fiesta la población agradece al agua o yakumama que emana del nevado del Apu Qarwarasu, represada en Mesaccocha.
Las Fiestas Patrias, el 28 de julio; se celebra en todas las localidades de la provincia de Sucre y Lucanas, en algunas se realizan con corridas de toros o turupukllay, con danzantes de tijeras, palo encebado, actividades deportivas, etc. 
8.	Agosto (Chakra yapuy Killa)
Se realizan las festividades y actividades siguientes:
Fiesta de Taytacha San Antonio (3 de agosto) en Querobamba.
Fiesta de Taytacha Santo Domingo de Guzmán (4 de agosto), patrón de Querobamba.
Fiesta de la Mamacha Asunción de la Virgen María, (15 de agosto) en Soras, Belén.
El 4 de agosto, se celebra la fiesta patronal de Taytacha San Bartolomé, en Soras.
Fiesta de Mamacha Santa Rosa de Lima (30 de agosto), en el barrio de Illahuasi y Cochancay, en Chalcos y en Soras.
Se empieza con las actividades correspondientes a la herranza, señalakuy o vaca herray, en todos los pueblos de los diferentes distritos de la provincia de Mariscal Sucre.
9.	Septiembre (Qoya raymi Killa)
Se realizan las festividades y actividades siguientes:
Fiesta de la Mamacha Virgen de Cocharcas en la localidad de Ocro.
Fiesta de Taytacha Exaltación en los barrios de Pamparca y Corralpata.
En septiembre en Morcolla se realiza la fiesta del “Toro Watay”. Preparan a los toros jóvenes para las labores del sembrado en los campos de cultivo. Los toros mayores enseñan a los toros jóvenes, en las tareas del arado o yugo para las actividades de la siembra o yapuy. 
Fiesta del escarbe o limpieza de acequia y reservorios o Yarqa Aspiy, es la fiesta ancestral de la ofrenda o fiesta del agua. En muchos casos se realizan con danzantes de tijeras. Se lleva a cabo en casi todos los pueblos de la provincia de Mariscal Sucre y Lucanas,  como también en otros pueblos del ámbito de Ayacucho y del Perú.
Se inicia con las actividades de la siembra o yapuy.
10.	Octubre (Uma raymi Killa)	
Se realizan las festividades y actividades siguientes:
Fiesta patronal de Taytacha San Francisco de Asís en Sihue en Paico.
En el ámbito correspondiente a Chilcayoc, Belén, Querobamba, Soras y los otros pueblos de la provincia de Sucre existen celebraciones de fiestas importantes. Los habitantes de los pueblos se dedican a actividades u otros quehaceres como el arreglo o construcción de sus viviendas (Wasi ruray), cercos de sus chacras.
Se prosigue con las actividades de la siembra o yapuy.
11.	Noviembre (Aya marqay Killa)
Se realizan las festividades y actividades siguientes:
En todos los pueblos de la provincia de Mariscal Sucre, el día de Todos los Santos y de los Muertos o Alma punchau (día de los muertos).
En Querobamba se realiza la fiesta de Mamacha Perpetuo Socorro.
12.	Diciembre (Qapaq inti raymi Killa).
En épocas ancestrales del Tawantinsuyo se realizaban fiestas del período de inicio de las lluvias; fiestas relacionadas con la deidad del trueno, rayo o illapa, pidiéndole que no falte agua, envíen lluvias. 
En la actualidad se realizan las festividades y actividades siguientes:
En Querobamba, el 8 de diciembre, se realiza la gran fiesta de la Mamacha Virgen Inmaculada Concepción, con corrida de toros. 
En Morcolla, el 8 de diciembre, se celebra la fiesta de la Mamacha Santísima Virgen Inmaculada Concepción. Participan los danzantes de tijeras. 
Otra estampa folclórica, muy importante de Morcolla, practicada desde el imperio incaico, es la danza de incas y koyas. La coreografía es muy especial con varias secuencias, de los que destacan el puririkuy y el warakanakuy,
El 24 y 25 de diciembre, se celebra el nacimiento de Jesús, en Huacaña. Igualmente en Belén, en Soras y otros pueblos se realiza la fiesta de la Navidad,  con participación de los waylías y los machoq.